# Saint-Vigor-d'Ymonville
Saint-Vigor-d'Ymonville és un municipi francès situat al departament del Sena Marítim i a la regió de Normandia. L'any 2007 tenia 958 habitants.

## Demografia

### Població
El 2007 la població de fet de Saint-Vigor-d'Ymonville era de 958 persones. Hi havia 324 famílies de les quals 44 eren unipersonals (20 homes vivint sols i 24 dones vivint soles), 88 parelles sense fills, 168 parelles amb fills i 24 famílies monoparentals amb fills.
La població ha evolucionat segons el següent gràfic:
Habitants censats

### Habitatges
El 2007 hi havia 344 habitatges, 329 eren l'habitatge principal de la família, 7 eren segones residències i 8 estaven desocupats. 339 eren cases i 3 eren apartaments. Dels 329 habitatges principals, 306 estaven ocupats pels seus propietaris, 18 estaven llogats i ocupats pels llogaters i 5 estaven cedits a títol gratuït; 5 tenien dues cambres, 37 en tenien tres, 87 en tenien quatre i 200 en tenien cinc o més. 289 habitatges disposaven pel capbaix d'una plaça de pàrquing. A 108 habitatges hi havia un automòbil i a 204 n'hi havia dos o més.

### Piràmide de població
La piràmide de població per edats i sexe el 2009 era:
| Homes | Edats   | Dones |
| ----- | ------- | ----- |
| 0     | 95 o +  | 0     |
| 0     | 90 a 94 | 0     |
| 0     | 85 a 89 | 0     |
| 8     | 80 a 84 | 0     |
| 4     | 75 a 79 | 4     |
| 20    | 70 a 74 | 8     |
| 16    | 65 a 69 | 24    |
| 16    | 60 a 64 | 32    |
| 4     | 55 a 59 | 12    |
| 36    | 50 a 54 | 20    |
| 36    | 45 a 49 | 48    |
| 56    | 40 a 44 | 28    |
| 24    | 35 a 39 | 32    |
| 36    | 30 a 34 | 40    |
| 20    | 25 a 29 | 28    |
| 20    | 20 a 24 | 20    |
| 40    | 15 a 19 | 52    |
| 28    | 10 a 14 | 36    |
| 36    | 5 a 9   | 16    |
| 32    | 0 a 4   | 12    |

## Economia
El 2007 la població en edat de treballar era de 625 persones, 494 eren actives i 131 eren inactives. De les 494 persones actives 460 estaven ocupades (252 homes i 208 dones) i 34 estaven aturades (12 homes i 22 dones). De les 131 persones inactives 29 estaven jubilades, 56 estaven estudiant i 46 estaven classificades com a «altres inactius».

### Ingressos
El 2009 a Saint-Vigor-d'Ymonville hi havia 336 unitats fiscals que integraven 957,5 persones, la mediana anual d'ingressos fiscals per persona era de 20.735 €.

### Activitats econòmiques
Dels 83 establiments que hi havia el 2007, 7 eren d'empreses extractives, 1 d'una empresa alimentària, 1 d'una empresa de fabricació de material elèctric, 14 d'empreses de fabricació d'altres productes industrials, 7 d'empreses de construcció, 10 d'empreses de comerç i reparació d'automòbils, 25 d'empreses de transport, 2 d'empreses d'hostatgeria i restauració, 1 d'una empresa d'informació i comunicació, 6 d'empreses financeres, 1 d'una empresa immobiliària, 7 d'empreses de serveis i 1 d'una empresa classificada com a «altres activitats de serveis».
Dels 8 establiments de servei als particulars que hi havia el 2009, 3 eren tallers de reparació d'automòbils i de material agrícola, 1 paleta, 1 guixaire pintor, 2 electricistes i 1 restaurant.
L'únic establiment comercial que hi havia el 2009 era una botiga de més de 120 m².
L'any 2000 a Saint-Vigor-d'Ymonville hi havia 14 explotacions agrícoles que ocupaven un total de 408 hectàrees.

## Equipaments sanitaris i escolars
El 2009 hi havia una escola elemental.

## Poblacions més properes
El següent diagrama mostra les poblacions més properes.